# Distretto di Soalala
Il distretto di Soalala è un distretto del Madagascar situato nella regione di Boeny. Ha per capoluogo la città di Soalala.
La popolazione del distretto è di 45 479 abitanti (censimento 2011).